# Јован Вукотић
Јован Вукотић (Никшић, 22. фебруар 1907 — Београд, 25. јануар 1982) био је учесник Народноослободилачке борбе, магистар историјских наука, генерал-пуковник ЈНА и народни херој Југославије.

## Биографија
Рођен је 22. фебруара 1907. године у Никшићу. Основну школу и седам разреда гимназије је завршио у родном граду, а потом је прешао на Војну академију у Београд. Године 1928. је завршио Војну академију, а потом је завршио Пешадијску официрску школу у Сарајеву, 1932. године и Радио-телеграфско-технички курс у Земуну, 1934. године. Као официр Југословенске војске, налазио се на дужностима командира вода, командира стрељачке чете и командира Чете пратећих оруђа у Мостару, као и помоћник одељенског старешине на Војној академији у Београду. У Југословенској војсци је имао чин капетана прве класе.
Априлски рат 1941. затекао га је на служби у штабу Приморске армијске области у Мостару. После капитулације Југословенске војске, 17. априла избегао је заробљавање и вратио се у Никшић. У родном граду се преко пријатеља и познаника, повезао са организаторима оружаног устанка и активно се укључио у рад. Учествовао је у прикупљању материјала и војне технике, радио на скупљању података о јачини, саставу и распореду окупационих снага на територији Никшићког среза и околине, супротстављао се ангажовању бившег официрског кадра у службу италијанског окупатора и др.
Од првог дана био је учесник Тринаестојулског устанка народа Црне Горе и учествовао у борбама око Никшића, Острога, на Жировници и другим местима. Био је најпре командир топовског одељења, потом командир чете и затим заменик команданта батаљона у Никшићком партизанском одреду. После повлачења партизанских снага из Црне Горе, почетком 1942. године, долази до његовог пуног војног ангажовања — постављен је најпре за војног инструктора, а потом се налазио на дужностима: начелника Штаба Пете пролетерске црногорске ударне бригаде, начелника Штаба Друге пролетерске дивизије, начелника Штаба Петог босанског корпуса и на крају августа 1944. године команданта Корпуса народне одбране Југославије (КНОЈ).
Своје војне вештине, нарочито је исказао у руковођењу групом батаљона Пете црногорске и Десете херцеговачке бригаде у борбама на Влашићу, у руковођењу форсирања Дрине и Таре у току Четврте непријатељске офанзиве почетком 1943. године, у пробоју обруча на Сутјесци, на линији Врбница–Стружинско брдо, као командант колоне састава три бригаде, и у планирању и организацији напада приликом првог ослобођења Тузле, 2. октобра 1943. године. Када су маја 1943. године уведени чинови у НОВЈ, унапређен је у чин пуковника, а наредбом Врховног штаба НОВ и ПОЈ је 1. новембра 1943. године за „показану умешност у руковођењу и осведочену храброст“ унапређен је у чин генерал-мајора. У чланство Комунистичке партије Југославије (КПЈ) примљен је 1942. године.

### Послератни период
Маја 1945. године истакао се у руковођењу операцијом уништења преосталих четничких снага на Зеленгори. Такође, Корпус је под његовом командом, током 1945. и 1946. године водио многе борбе против многих одметничких банди. На дужности команданта Корпуса народне одбране Југославије налазио се све до септембра 1950. године, када је прешао на службу у Југословенску армију. У ЈНА се налазио на дужностима начелника Пешадијског школског центра, председника Испитне комисије за стицање чина пуковника родова и служби у ЈНА и начелника Војноисторијског института ЈНА (ВИИ). Године 1952. завршио је Вишу војну академију ЈНА у Београду, а 1965. трећи степен историјских наука на Филозофском факултету у Београду и стекао звање магистра. Године 1962. је био демобилисан у чину генерал-пуковника ЈНА.
Био је активан друштвено-политички радник у Општини Стари град у Београду, где је више пута био биран у органе Савеза комуниста Југославије (СКЈ).
Умро је 25. јануара 1982. године у Београду и сахрањен је у Алеји народних хероја на Новом гробљу у Београду.

## Књиге и одликовања
После одласка у пензију, посветио се историји. Написао је неколико историјских радова на тематику из НОР, као и већи броја текстова и критичких осврта из области војне вештине. Написао је књиге:
- Задржавајућa одбрана (1957),
- Друга пролетерска дивизија (1972),
- Устанак у Никшићком срезу (1974),
- Стварање и уређење слободних територија у НОР (1981) и др.

Носилац је Партизанске споменице 1941. и других југословенских одликовања, међу којима су — Орден ратне заставе, Орден партизанске звезде са златним венцем, Орден заслуга за народ са златном звездом, Орден братства и јединства са златним венцем, Орден народне армије са ловоровим венцем, Орден за војне заслуге са великом звездом и Орден за храброст. Од иностраних, истичу се совјетски Орден Суворова првог степена и Грунвалдов крст другог степена НР Пољске. Орденом народног хероја одликован је 27. новембра 1953. године.